# William Henry Bragg
William Henry Bragg OM, KBE FRS (Wigton, Cumberland, Regne Unit, 1862 - Londres, 1942) fou un físic i químic anglès guardonat l'any 1915 amb el Premi Nobel de Física juntament amb el seu fill William Lawrence Bragg.

## Biografia

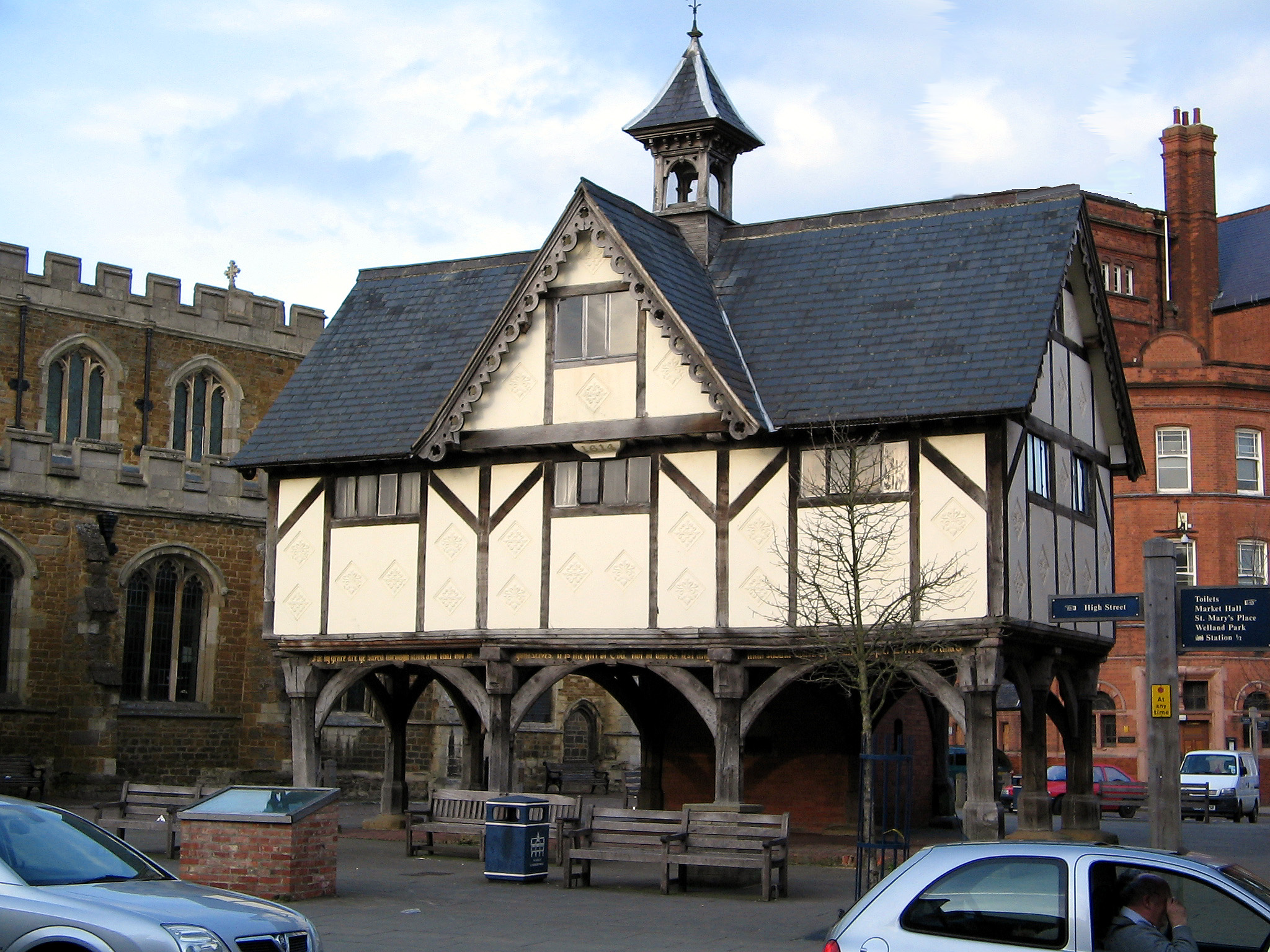
The Old Grammar School, Market Harborough, que té una placa a l'interior que assenyala l'assistència de Bragg.

### Primers anys
Bragg va néixer a Westward, Anglaterra, a prop de Wigton, Cumberland, fill de Robert John Bragg, oficial de la marina mercant i agricultor, i de la seva esposa Mary, nata Wood, filla del clergue. Quan Bragg tenia set anys, la seva mare va morir i va ser criat pel seu oncle, també anomenat William Bragg, a Market Harborough, Leicestershire. Es va formar a la Grammar School, al King William's College de l'illa de Man i, després d'haver guanyat una (beca), al Trinity College de Cambridge. Es va graduar el 1884 com a tercer lluitador i, el 1885, se li va concedir una distinció de primera classe en el tripos matemàtic.

### Universitat d'Adelaida
El 1885, amb 23 anys, Bragg va ser nomenat (Sir Thomas) professor de matemàtiques i física experimental a la Universitat d'Adelaida, Austràlia, i va començar a treballar-hi a principis del 1886. En ser un matemàtic expert, en aquell moment tenia un coneixement limitat de física, la major part de la qual era en forma de matemàtiques aplicades que havia après a Trinity. També en aquella època, només hi havia prop d'un centenar d'estudiants que feien cursos complets a Adelaida, dels quals menys d'un grapat pertanyien a l'escola de ciències, les deficients instal·lacions docents de les quals Bragg va millorar aprenent a una empresa de fabricants d'instruments. Bragg va ser un conferenciant capaç i popular; va fomentar la formació del sindicat estudiantil i l'assistència gratuïta de professors de ciències a les seves conferències.
L'interès de Bragg per la física es va desenvolupar, particularment en el camp de l'electromagnetisme. El 1895, fou visitat per Ernest Rutherford, en ruta des de Nova Zelanda fins a Cambridge; aquest va ser el començament d'una amistat de tota una vida. Bragg tenia un gran interès pel nou descobriment de rajos X per Wilhelm Röntgen. El 29 de maig de 1896 a Adelaida, Bragg va demostrar abans d'una reunió de metges locals l'aplicació de "rajos X per revelar estructures que d'una altra manera eren invisibles". Samuel Barbour, químic sènior de FH Faulding &amp; Co., fabricant farmacèutic d'Adelaida, va subministrar l'aparell necessari en forma de Tub de Crookes, un tub de descàrrega de vidre. El tub s'havia obtingut a Leeds, Anglaterra, on Barbour va visitar la firma Reynolds i Branson, fabricant d'equips fotogràfics i de laboratori. Barbour va tornar a Adelaida l'abril de 1896. Barbour havia realitzat els seus propis experiments poc després de tornar a Austràlia, però els resultats eren limitats a causa de la poca potència de la bateria. A la Universitat, el tub estava connectat a una bobina d'inducció i a una bateria manllevades de Sir Charles Todd, el sogre de Bragg. La bobina d'inducció es va utilitzar per produir l'espurna elèctrica necessària perquè Bragg i Barbour "generessin ràfegues curtes de raigs X". El públic va quedar impressionat favorablement. Bragg es va utilitzar com a subjecte de prova, a la manera de Röntgen, i va permetre que li prenguessin una fotografia de raigs X. La imatge dels dits de la mà revelava "una vella lesió en un dels dits que va patir quan feia servir la picadora de naps a la granja del seu pare a Cumbria".
Ja el 1895, el professor William H. (més tard Sir William) Bragg estava treballant en telegrafia sense fils, tot i que les conferències i demostracions públiques es van centrar en la seva investigació de raigs X que posteriorment conduiria al seu premi Nobel. En una visita apressada de Rutherford, va informar que treballava en un oscil·lador hertzià. Hi havia molts fils pràctics comuns a les dues tecnologies i Arthur Lionel Rogers, que va fabricar gran part dels equips, va ser hàbilment ajudat al laboratori. El 21 de setembre de 1897, Bragg va fer la primera demostració pública enregistrada del funcionament de la telegrafia sense fils a Austràlia durant una reunió de conferències a la Universitat d'Adelaida com a part de la conferència del sindicat públic de professors. Bragg va marxar d'Adelaida el desembre de 1897, i va passar tot el 1898 amb una baixa laboral de 12 mesos, recorrent Gran Bretanya i Europa i durant aquest temps va visitar Marconi i va inspeccionar les seves instal·lacions sense fils. Va tornar a Adelaida a principis de març de 1899 i ja el 13 de maig de 1899, Bragg i el seu sogre, Sir Charles Todd, realitzaven proves preliminars de telegrafia sense fils amb un transmissor a l'Observatori i un receptor al Carretera Sud (uns 200 metres). Els experiments van continuar durant tot l'hivern meridional de 1899 i el rang es va anar estenent progressivament fins a Henley Beach. Al setembre, el treball es va ampliar a transmissions bidireccionals amb l'addició d'una segona bobina d'inducció cedida pel senyor Oddie de Ballarat. Es va desitjar ampliar els experiments per un camí marítim i Todd estava interessat a connectar el cap Spencer i l'illa Althorpe, però els costos locals es consideraven prohibitius mentre que els costos per equips patentats de la companyia Marconi eren desorbitats. Al mateix temps, els interessos de Bragg es decantaven cap als raigs X i el treball pràctic en connexions sense fils a Austràlia Meridional va estar en gran part latent durant la dècada següent.
El punt d'inflexió en la carrera de Bragg es va produir el 1904 quan va pronunciar el discurs presidencial a la secció A de l'Associació Australasiana per a l'Avançament de la Ciència a Dunedin, Nova Zelanda, sobre "Alguns avenços recents en la teoria de la ionització de gasos". Aquesta idea va ser seguida "en una brillant sèrie d'investigacions" que, en tres anys, li va valer la beca de la Royal Society de Londres. Aquest document també va ser l'origen del seu primer llibre Studies in Radioactivity (1912). Poc després de lliurar el seu discurs de 1904, va posar a disposició de Bragg una mica de bromur de radi per a la seva experimentació. El desembre de 1904 va aparèixer a la revista Philosophical la seva ponència "Sobre l'absorció dels raigs α i sobre la classificació dels raigs α del radi", i al mateix número apareixia un article "Sobre les corbes d'ionització del radi", escrit en col·laboració amb el seu estudiant Richard Kleeman.
A finals de 1908, Bragg va tornar a Anglaterra. Durant els seus 23 anys a Austràlia, "havia vist que el nombre d'estudiants de la Universitat d'Adelaida gairebé es quadruplicava i tenia una participació plena en el desenvolupament de la seva excel·lent escola de ciències". Havia tornat a Anglaterra en el viatge inaugural del SS Waratah, un vaixell que va desaparèixer al mar en el seu segon viatge l'any següent. Havia estat alarmat per la tendència del vaixell a escorar-se de manera perillosa durant el seu viatge i havia conclòs que el metacentre del vaixell es trobava just per sota del seu centre de gravetat. El 1911, va declarar que el Waratah era inestable en la investigació sobre la desaparició del vaixell.

### Universitat de Leeds

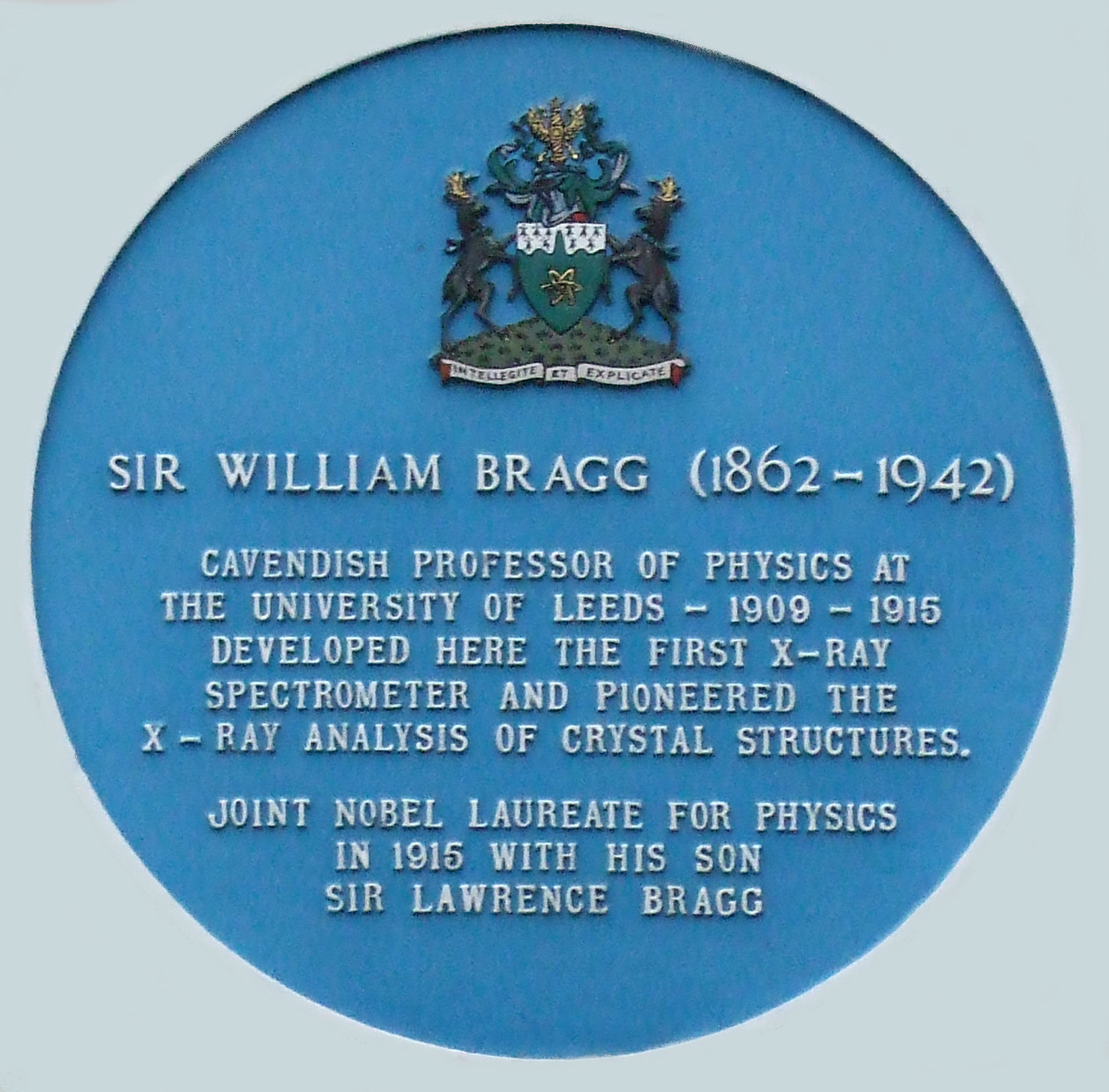
Placa commemorativa a l'edifici Parkinson, Universitat de Leeds

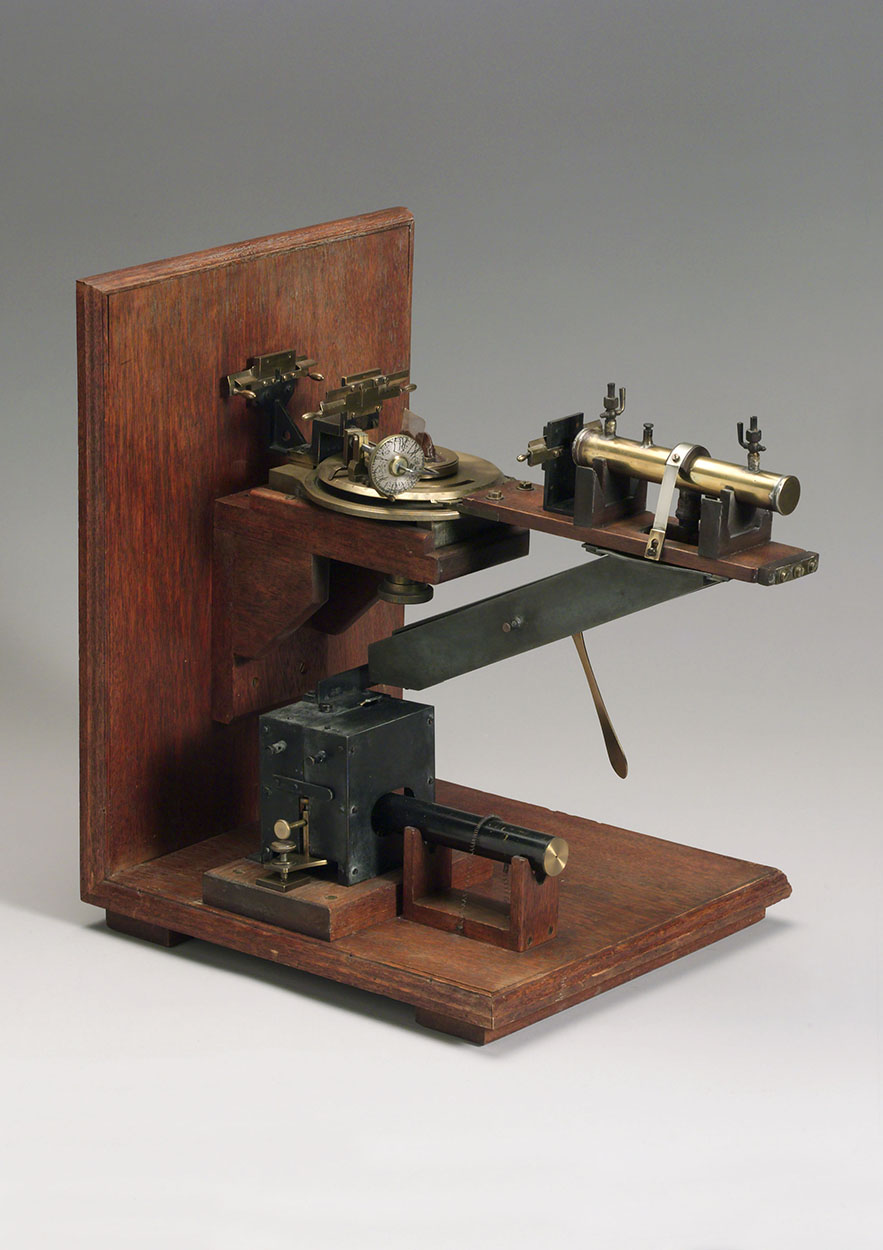
Espectròmetre de raigs X desenvolupat per Bragg

Bragg va ocupar la càtedra de física Cavendish a la Universitat de Leeds des de 1909 fins a 1915. Va continuar el seu treball sobre raigs X amb molt d'èxit. Va inventar l'espectròmetre de raigs X i amb el seu fill, Lawrence Bragg, llavors estudiant d'investigació a Cambridge, va fundar la nova ciència de la cristal·lografia de raigs X, l'anàlisi de l'estructura cristal·lina mitjançant la difracció de raigs X.

### Primera Guerra Mundial
Els seus dos fills van ser cridats a l'exèrcit després que va esclatar la guerra el 1914. L'any següent va ser nomenat professor Quain de física al University College de Londres. Va haver d'esperar gairebé un any per contribuir a l'esforç bèl·lic: finalment, el juliol de 1915, va ser nomenat membre de la Junta d'Invenció i Investigació creada per l'Almirallat. Al setembre, el seu fill petit Robert va morir de ferides a Gallipoli. Al novembre, va compartir el premi Nobel de física amb el fill gran William Lawrence. La Marina lluitava per evitar enfonsaments de vaixells U submergits invisibles. Els científics van recomanar que la millor tàctica era escoltar els submarins. L'Armada tenia un establiment de recerca sobre hidròfons a Aberdour Escòcia, amb homes de la marina. El novembre de 1915, dos joves físics es van afegir al seu personal. Davant la pressió exterior per utilitzar la ciència, el juliol de 1916, l'Almirallat va nomenar Bragg com a director científic d'Aberdour, ajudat per tres joves físics addicionals. Van desenvolupar un hidròfon direccional millorat, que va convèncer l'Almirallat de la seva utilitat. A la fi del 1916, Bragg amb el seu petit grup es va traslladar a Harwich, on es va ampliar el personal i van tenir accés a un submarí per fer proves. A França, on els científics s'havien mobilitzat des del començament de la guerra, el físic Paul Langevin va fer un gran pas amb l'ecolocalització, generant intensos polsos sonors amb làmines de quars oscil·lades a alta freqüència, que després s'utilitzaven com a micròfons per escoltar els ecos. El quars es va utilitzar quan es van disposar de tubs de buit a finals de 1917 per amplificar els febles senyals. Els britànics van fer possible el sonar utilitzant mosaics de petites peces de quars en lloc de rodanxes d'un gran cristall. El gener de 1918, Bragg es va traslladar a l'Almirallat com a cap d'investigacions científiques de la divisió antisubmarina. Al final de la guerra, els vaixells britànics estaven equipats amb sonar tripulats per oients formats.
Inspirats en els mètodes de William Lawrence per localitzar armes enemigues pel so del seu tret, la sortida des de sis micròfons separats a la costa es va enregistrar en una pel·lícula fotogràfica en moviment. El so és molt més precís al mar que a l'atmosfera turbulenta. Van ser capaços de localitzar els llocs d'explosions llunyanes, que es van utilitzar per obtenir les posicions precises dels vaixells de guerra britànics i dels camps de mines.

### University College de Londres
Després de la guerra va tornar a la University College de Londres, on va continuar treballant en l'anàlisi de cristalls.

### Royal Institution
Des de 1923, va ser professor fullerià de química a la Royal Institution i director del laboratori de recerca Davy Faraday. Aquesta institució va ser pràcticament reconstruïda el 1929–30 i, sota la direcció de Bragg, es van emetre molts documents valuosos des del laboratori. El 1919, 1923, 1925 i 1931 fou convidat a pronunciar la Conferència de Nadal de la Royal Institution sobre El món del so; Pel que fa a la naturalesa de les coses, els antics oficis i el nou coneixement i l'univers de la vida, respectivament.

### La Royal Society i la propera guerra
Bragg va ser elegit president de la Royal Society el 1935. El fisiòleg AV Hill va ser secretari biològic i aviat ACG Egerton es va convertir en secretari físic. Durant la Primera Guerra Mundial, els tres havien estat al costat de frustrants mesos abans que les seves habilitats s'utilitzessin per a l'esforç bèl·lic. Ara, la causa de la ciència es va reforçar amb l'informe d'un comitè de l'exèrcit d'alt nivell sobre les lliçons apreses a l'última guerra; la seva primera recomanació va ser "estar al corrent dels desenvolupaments científics moderns". Anticipant-se a una altra guerra, el Ministeri de Treball es va convèncer d'acceptar Hill com a consultor de mà d'obra científica. La Royal Society va elaborar un registre d'homes qualificats. Van proposar un petit comitè de ciència per assessorar el Comitè de Defensa Imperial, però va ser rebutjat. Finalment, el 1940, quan va acabar el mandat de Bragg, es va nomenar un comitè científic assessor del gabinet de guerra. Bragg va morir el 1942.

## Vida privada
El 1889, a Adelaida, Bragg es va casar amb Gwendoline Todd, una experta pintora i filla de l'astrònom, meteoròleg i enginyer elèctric Sir Charles Todd. Van tenir tres fills, una filla, Gwendolen i dos fills, William Lawrence, nascut el 1890 a North Adelaide, i Robert. Gwendolen es va casar amb l'arquitecte anglès Alban Caroe, Bragg va ensenyar a William a la Universitat d'Adelaida i Robert va morir en la batalla de Gallipoli. L'esposa de Bragg, Gwendoline, va morir el 1929.
Bragg va jugar a tennis i golf i, com a membre fundador dels clubs de lacrosse de la Universitat d'Adelaida del Nord i d'Adelaida, va contribuir a la introducció del lacrosse al sud d'Austràlia i va ser també el secretari de l'Associació d'escacs de la Universitat d'Adelaida.
Bragg va morir el 1942 a Anglaterra i va sobreviure a la seva filla Gwendolen i el seu fill, Lawrence.

## Recerca científica
Juntament amb el seu fill William Lawrence Bragg, va formular la llei de refracció dels raigs X d'una longitud d'ona determinada quan incideixen en una superfície cristal·lina. Van idear l'espectrògraf de raigs X, que els va permetre determinar la posició dels àtoms en diverses classes de cristalls.

## Distincions i guardons
Bragg va guanyar conjuntament amb el seu fill, Lawrence Bragg, el premi Nobel de física el 1915: "pels seus serveis en l'anàlisi de l'estructura cristal·lina mitjançant raigs X ".
Bragg va ser elegit membre de la Royal Society el 1907, vicepresident el 1920 i va exercir de president de la Royal Society del 1935 al 1940. Va ser elegit membre de la Reial Acadèmia de Ciències, Lletres i Belles Arts de Bèlgica l'1 de juny de 1946.
Va ser nomenat Comandant de l'Orde de l'Imperi Britànic (CBE) el 1917 i Cavaller Comandant (KBE) en els honors de la guerra civil del 1920. Va ser admès a l'Orde del Mèrit el 1931.
- Medalla Matteucci (1915)
- Medalla Rumford (1916)
- Medalla Copley (1930)
- Medalla Franklin (1930)
- Premi John J. Carty de l'Acadèmia Nacional de Ciències (1939)[26]